# Nuestra Señora de las Lágrimas
Nuestra Señora de las Lágrimas es una de las advocaciones atribuidas a la Virgen María y que surgió con base en los relatos de las apariciones reportadas por la Sor Amalia de Jesús Flagelado en la capilla del convento del Instituto de las Misioneras de Jesús Crucificado, situado en la ciudad de Campinas, en el Estado de São Paulo, en Brasil.

## Historia

### De España a Brasil

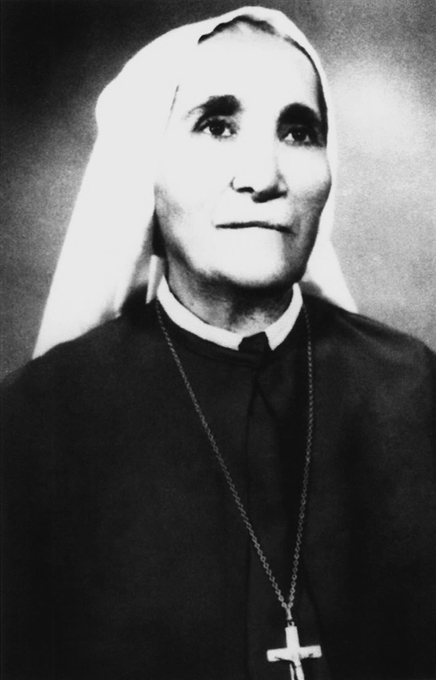
Hermana Amalia, la vidente de la Virgen de las Lágrimas.

De su nombre de bautismo Amalia Aguirre, la futura religiosa misionera nació en Riós, cerca de la frontera entre Portugal y España, en la comunidad autónoma de Galicia, el 22 de julio de 1901. Pertenecía a una antigua familia de larga tradición cristiana, y sus padres eran admirados por la santidad de costumbres, fervorosa piedad y su inagotable caridad hacia el prójimo. Sin embargo, las circunstancias económicas y los planes de Dios los obligaron a salir de España y viajar a Brasil, cuyo idioma portugués era conocido por ellos y les permitía comunicarse y trabajar sin dificultad. Primero estuvieron en el Estado de Bahía, pero poco después se mudaron al Estado de São Paulo, habiendo fijado residencia en la ciudad de Campinas.
Amalia Aguirre, inicialmente, no fue con sus padres a Brasil, habiendo quedado a cuidar de su abuela, ya bastante anciana y enferma, y que necesitaba de compañía. Solo después de la muerte de su abuela resulta que Amalia atravesó el océano Atlántico, habiendo llegado a Campinas el 16 de junio de 1919. Sin embargo, la joven estaba lejos de imaginar que en su nueva patria se producirían tan prodigiosas manifestaciones de Jesús y María Santísima.

### Las apariciones en Campinas
Fue en el Instituto de las Hermanas Misioneras de Jesús Crucificado, fundado por Mons. Francisco de Campos Barreto, Obispo de Campinas, que vivió Sor Amalia de Jesús Flagelado, la religiosa española agraciada con el fenómeno de los sagrados estigmas de Nuestro Señor Jesucristo y con innumerables apariciones marianas. Esta religiosa formó parte de las ocho primeras monjas y fue también cofundadora del Instituto, habiendo hecho sus votos perpetuos el 8 de diciembre de 1931.

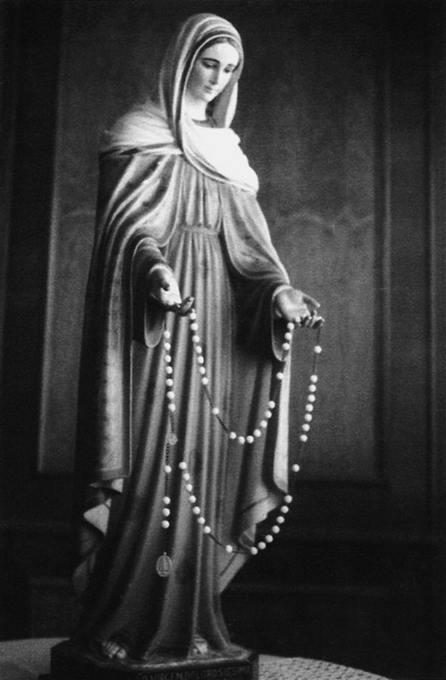
Estatua original de Nuestra Señora de las Lágrimas en Campinas, Brasil.

En la década de 1930, en la ciudad de Campinas, en el Estado de São Paulo, en Brasil, la Virgen María y su propio hijo, Jesucristo, habrán aparecido varias veces a la Sierva de Dios Hermana Amalia de Jesús Flagelado (nombre de bautismo, Amalia Aguirre), comunicándole muchos mensajes con llamamientos de oración, de sacrificio y de penitencia. La Santísima Virgen María se presentó con el título de Nuestra Señora de las Lágrimas y le enseñó las jaculatorias de la Coronilla (o el Rosario) de las Lágrimas.
El 8 de abril de 1930, Nuestra Señora reveló también a la Sor Amalia una nueva medalla milagrosa, la medalla de la evocación a sus lágrimas, y le pidió que, conjuntamente con la Coronilla (o el Rosario), la difundiera por todo el mundo, pues a través de esa misma medalla se darían muchos prodigios, un gran número de conversiones y muchas almas serían salvas. Por orden de la Madre de Dios, la medalla trae la imagen de Nuestra Señora de las Lágrimas entregando la Coronilla (o el Rosario) de las Lágrimas a la Hermana Amalia, exactamente como sucedió en la aparición del 8 de marzo de 1930, con las palabras alrededor: "¡Oh Virgen Dolorosísima, Vuestras Lágrimas derribaron el imperio infernal!", y en el verso, la medalla trae la imagen de Jesús Maniatado (es decir, atado durante su Pasión) con las siguientes palabras: "¡Por Vuestra mansedumbre divina, oh Jesús Maniatado, salvad al mundo del error que lo amenaza!".
Aunque la Hermana Amalia de Jesús Flagelado, incluso en el año 1930, ha logrado divulgar la Medalla y la Coronilla de las Lágrimas de María, y esa devoción ha llegado a algunos países extranjeros, esa obra de salvación de la Madre de Dios permaneció aún muy desconocida.

## Reconocimiento canónico
El 8 de marzo de 1932, el Obispo de Campinas, monseñor Don Francisco de Campos Barreto, reconoció la veracidad de las apariciones marianas a la Hermana Amalia de Jesús Flagelado y concedió las debidas autorizaciones – entre ellas, el Imprimatur – para la publicación de sus escritos (que incluían los mensajes de Jesús y de la Virgen María) y de las oraciones de la Coronilla (o el Rosario) de Nuestra Señora de las Lágrimas.
El 20 de febrero de 1934, el mismo prelado publicó una carta pastoral y reforzó la importancia de la devoción a Nuestra Señora de las Lágrimas.

## Proceso de Beatificación
El proceso de beatificación de Sor Amalia de Jesús Flagelado fue abierto el 16 de junio de 2023, por el Arzobispo Metropolitano de Campinas, Brasil, Monseñor João Inácio Müller y está en curso.

## Apostolado Internacional
Después de diez años de investigación, de recogida de información y de testimonios personales, Renato Carrasquinho compiló íntegramente todos los escritos originales y mensajes dictados por el Cielo, y aún reconstituyó biográficamente la vida de la Hermana Amalia de Jesús Flagelado con pleno rigor. En 2017, para señalar el centenario de las famosas apariciones marianas ocurridas en Fátima, Portugal, y que precedieron a las apariciones de Campinas, Brasil, y también como una forma de dar una respuesta eficaz a las llamadas de la Virgen María, el autor fundó en la Cova da Iria, lugar de la ciudad de Fátima, el Apostolado Internacional de Nuestra Señora de las Lágrimas y que se hace representar en todo el mundo.